# 221 PLM entre 1 et 20

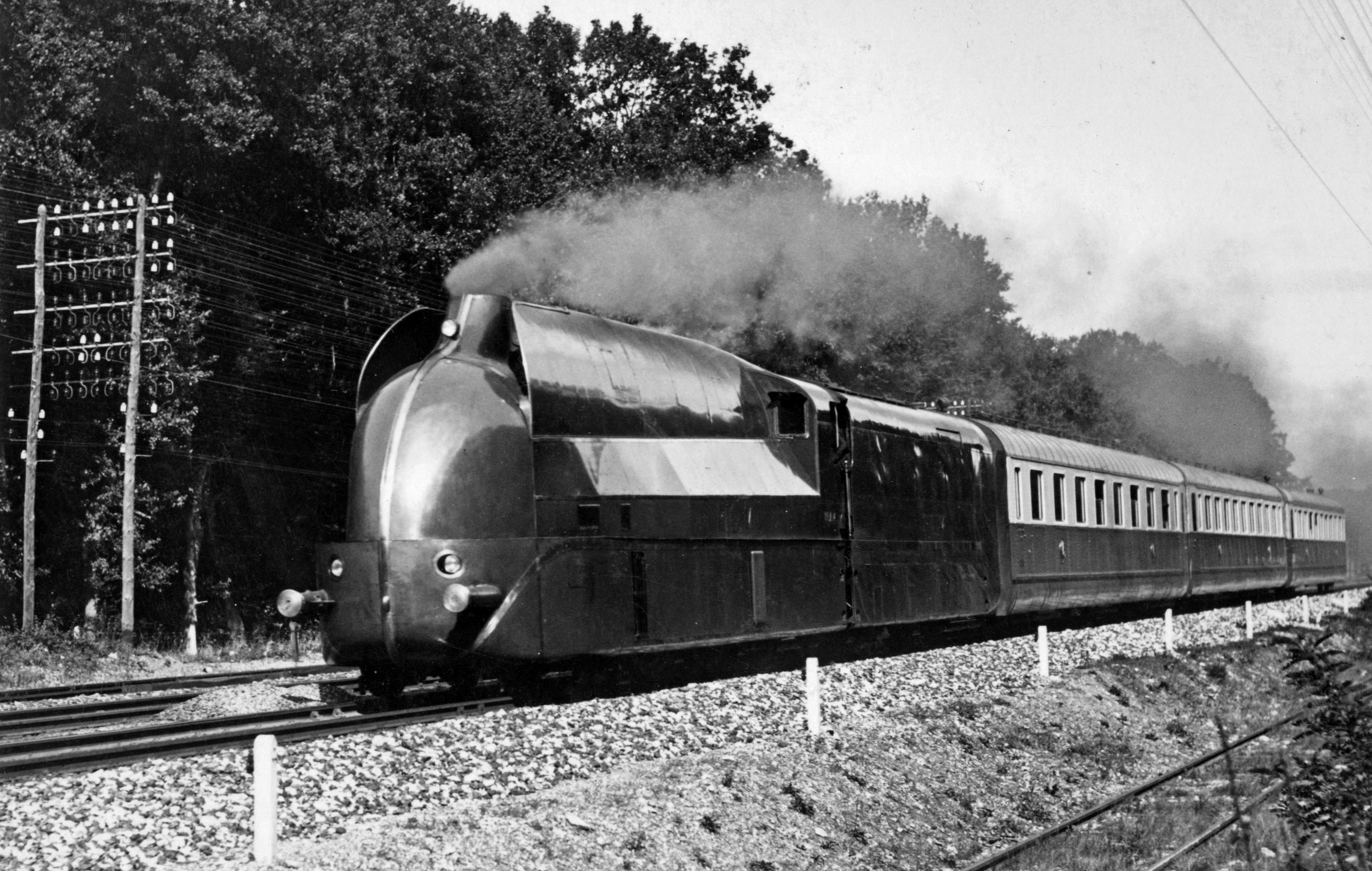
Une des deux premières 221 B du PLM (n° 11 ou 14) issues de la transformation de 221 A. Leur carénage intégral se caractérise par des jupes devant les roues motrices contrairement aux modèles suivants.

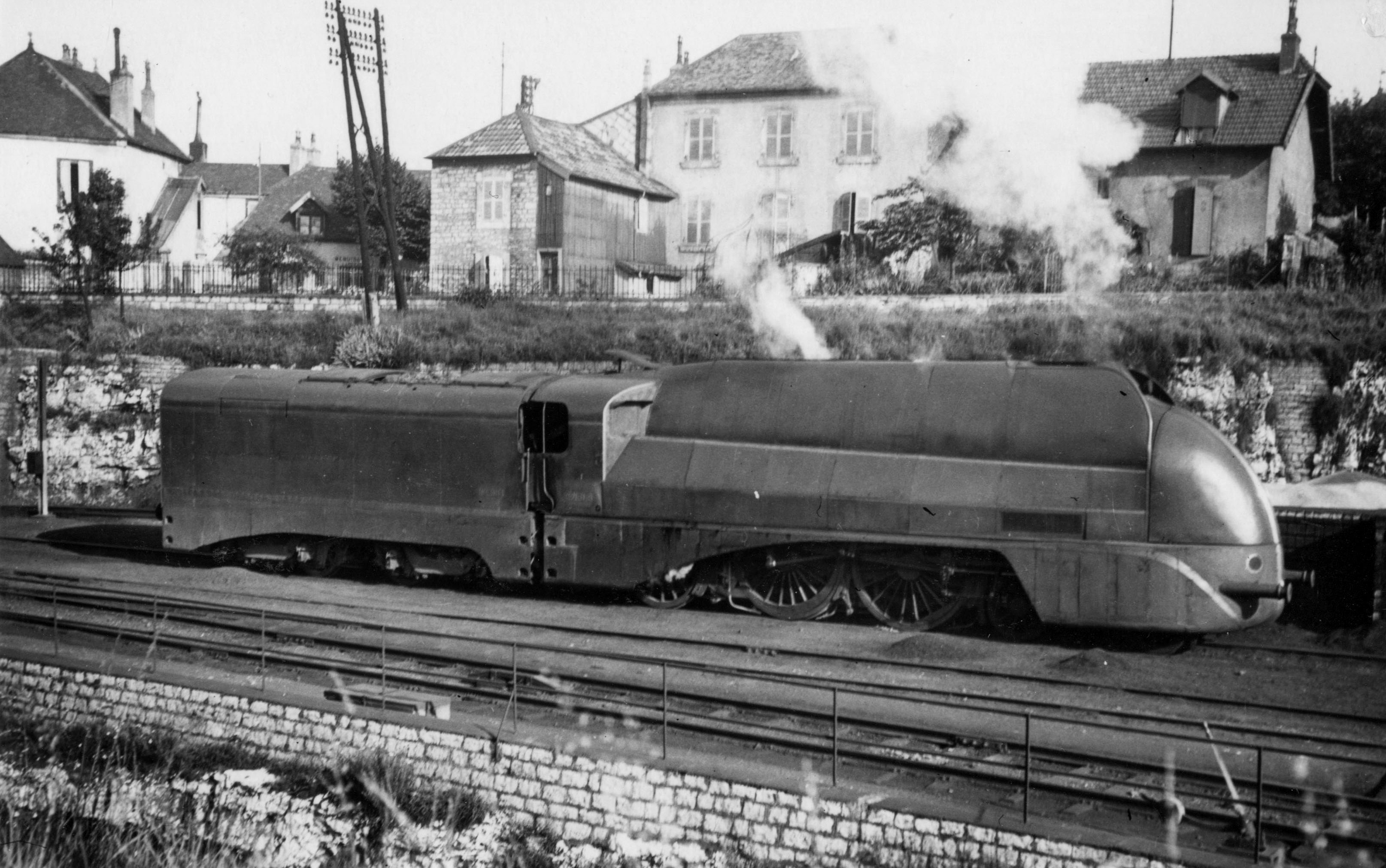
Une 221 B de deuxième série à Besançon.

Les 221 B 8, 11, 12, 14 à 16 et 20 du PLM sont des locomotives à vapeur de vitesse de disposition Atlantic (2-2-1) construites pour la Compagnie du chemin de fer Paris-Lyon-Méditerranée par transformation des 221 A 1 à 20 de 1906-1907.

## Genèse
En 1934 le succès des autorails rapides, mais au nombre de places limité incita la plupart des Compagnies à rechercher un moyen de concurrencer ces autorails mais en offrant plus de capacité. Pour le PLM, la solution consiste à réutiliser d'anciennes locomotives en les améliorant plutôt que de construire une série neuve, ce qui entraînerait un investissement trop important.

## Description
Les locomotives choisies sont issues de la série des 221 A 1 à 20 avec pour prototypes les 221 B 11 et 14 transformées aux ateliers d'Oullins. 
Cette transformation se déroula en 1935 et consista en :
- application de la surchauffe
- pose de tiroirs allégés
- application d'un réchauffeur de type « ACFI »
- pose de graisseurs mécaniques
- et pose d'une turbo-dynamo

Les autres caractéristiques principales ne changeaient pas de la série d'origine.
Le tender d'origine fut également remplacé pour permettre un trajet plus long.
Après des essais, où la 221 B 14 atteint la vitesse de 156 km/h le 12 juillet 1935 près de Sens.
Les 2 locomotives et leur tenders furent munies d'un carénage intégral, ce qui constitue le signe le plus distinctif de cette transformation, permettant de gagner quelques précieux km/h supplémentaires.

## Utilisation et services
Après leur modification, les locomotives deviennent les 221 B 11 et 14 et devant les bons résultats obtenus aux essais il est décidé de poursuivre la série.  
En 1937 sont également transformées sur les mêmes principes les 221 A 1, 3, 8, 12, 15, 16 et 20 qui étaient garées sans emploi et qui deviendront les 221 B 8, 11, 12, 14 à 16 et 20.
Les locomotives sont affectées au dépôt de Lyon-Mouche avec comme service la traction d'un train aérodynamique entre Paris - Lyon et Lyon - Marseille. 
Ce train, dont la tare oscillait entre 150 t et 200 t, entièrement caréné, pour un meilleur rendement aérodynamique, était composé de quatre voiture de conception OCEM. Le carénage comprenait les soufflets d'inter-circulation, des jupes sous la caisse et la queue du train qui était sphérique.
Ce train est mis en service, sur le parcours Paris - Marseille, le 22 mai 1937 (trains 11 et 12). Le trajet est assuré en 9 heures, temps d'arrêt décomptés). 
Cinq arrêts sont effectués entre Paris et Marseille:
- Laroche-Migennes : 1 min
- Dijon : 3 min (prise d'eau)
- Lyon : 8 min  (relais de traction)
- Valence : 3 min (prise d'eau)
- Avignon : 1 min

Le succès aidant, le poids du train ne fit qu'augmenter pour satisfaire la demande de plus en plus forte et les locomotives furent vite dépassées du fait de n'avoir que deux essieux moteurs et remplacées par des Pacific.
En 1938, lors de la création de la SNCF, les locomotives transformées deviendront les 5-220 B 8, 11, 12, 14, 15, 16 et 20. 
À partir des années 40, certaines machines voient leur carénage démonté. Ces locomotives sont encore utilisées au dépôt de Lyon-Mouche. Durant  la Seconde Guerre mondiale certaines machines sont affectées au dépôt de Besançon.
Les dernières machines disparurent des effectifs en 1949.

## Tenders
C'étaient des locomotives à tender séparé et qui furent les mêmes tout au long de leurs carrières. Ils étaient montés sur 2 bogies et contenaient 30 m3 d'eau et ?? t de charbon. Ils étaient immatriculés : ?? à ?? puis en 1925 ils devinrent les : 30 ? ?? à ??, immatriculation qu'ils garderont même après 1938.

## Caractéristiques
- Pression de la chaudière : 16 bar (1,6 MPa)
- Surface de grille : 2,98 m2
- Surface de chauffe : 155,20 m2
- Surface de surchauffe : 60,40 m2
- Diamètre et course des cylindres HP : 340 mm * 650 mm
- Diamètre et course des cylindres BP : 540 mm * 650 mm
- Diamètre des roues du bogie avant : 1 000 mm
- Diamètre des roues motrices : 2 000 mm
- Diamètre des roues du bissel arrière : 1 500 mm
- Masse à vide : 69,9 t
- Masse en ordre de marche : 75,8 t
- Masse adhérente : 36,6 t
- Longueur hors tout : 11,97 m
- Masse du tender en ordre de marche : ?? t
- Longueur totale :
- Masse totale : ?? t
- Vitesse maxi en service : 140 km/h